# Алдар Исекеев
Алдар Исекеев (баш. Алдар Иҫәкәев, в башкирском фольклоре — Алдар батыр, Алдар-батыр баш. Алдар батыр; 1670-е годы, Бурзянская волость, Ногайская даруга — 18 мая 1740 года) — башкирский потомственный тархан, батыр и старшина Бурзянской волости. Участник Крымского и II Азовского (1696) походов русской армии, предводитель башкирского восстания 1704—1711 гг., так называемого Алдар-Кусюмовского бунта или «Алдаровщины». В ходе русско-башкирской войны под предводительством Алдара батыра, Башкортостан фактически стал независимым.

## II Азовский поход

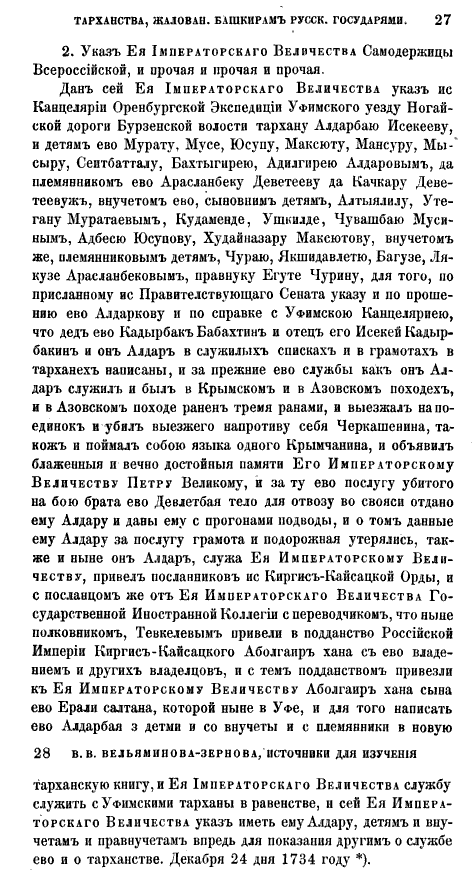
Указ о вручении тарханства Алдару Исекееву и его потомкам (склейка фрагментов 27 и 28 стр. книги «Источники для изучения тарханства, жалованного башкирам русскими государями» В. В. Вельяминова-Зернова, 1864 год

Зимой 1696 года русская армия готовилась ко Второму походу на Азов. Русская армия обложила турецкую крепость с суши, а флот блокировал подходы с моря, отрезав от источников снабжения. После продолжительной бомбардировки с суши и с моря, командование русских войск направило в Азов парламентёров с предложением о сдаче крепости без боя. Турки ответили отказом и через парламентёров передали условие начать битву со схватки батыров на кинжалах с обеих сторон.
Из 70-тысячного русского войска честь представлять всю Россию была предоставлена башкирскому батыру Алдару Исекееву. В тяжелейшей смертельной схватке с черкесским батыром, за счёт своей силы, опыта и сноровки, победу одержал Алдар-батыр. Она стала счастливым предзнаменованием. Во время осады и сражения за крепость Азов Алдар-батыр совершил ещё один геройский поступок. Он во главе нескольких башкирских воинов совершил вылазку во вражеский стан, где захватили в плен «языка», оказавшийся ценным источником о резервах, позициях конников крымского хана, о планах турок и военной силе Азовской крепости. Через несколько дней крепость пала, турки, не веря более в свой успех, добровольно сдали Азов. Во время боя погиб брат Алдара.
Взятие Азова было большой и важной победой русского войска. И первой победой русского флота! Россия получила выход к Азовскому и Чёрному морям и начала превращаться в морскую державу. Больше всех этой победе рад был сам царь Пётр I. При награждении героев битвы, проявивших большую отвагу, он одним из первых вручил своими руками ярлык-грамоту батыру из батыров Алдару Исекееву и наградил его саблей с золотыми ножнами.
В работе В. В. Вельяминова-Зернова «Источники для изучения тарханства, жалованного башкирам русскими государями» приводится «Указ канцелярии Оренбургской экспедиции Уфимского уезда тарханам и башкирам 1734 году, декабря 24. Ногайской дороги Бурзянской волости: 
Тархану Алдару Исекееву, детям его, племянникам и внучатам — за бытие им Алдаром в Крымском и Азовском походах, за три полученные им раны, за убийство сразившегося с ним черкашенина, за поимку языка крымчанина объявление Его императорскому Величеству блаженные и вечные славы, достойные памяти государю императору Петру Первому».
После возвращения из Азовского похода слава, военные подвиги Алдара-батыра и грамота, полученная им из рук Петра I, ещё выше подняли его авторитет среди соплеменников. Его признали воином-мужем, равным деду Кадырбеку и отцу Исянгильде, ранее в Крымских походах за героизм получившим тарханское звание.

## Родословная
Тарханство — это дворянство. Алдар Исекеев был потомственным тарханом, и его потомки тоже. Родословная тархана Исекеева — это шежере.
Родовое гнездо Алдара Исекеева — деревня Алдарово на реке Кана (сейчас именуется Атиково). Родной брат его — тархан Аиткужа Исекеев — обосновался в бассейне реки Таулы, притоке Сакмары. С середины XVIII века деревня Аиткужино известна как Иткулово, по имени сына Аиткужи, тоже наследственного тархана Иткула Аиткужина.
В работе В. В. Вельяминова-Зернова «Источники для изучения тарханства, жалованного башкирам русскими государями» приводится копии с архивных документов о тарханах, где видим имена детей, племянников и внуков Алдара Исянгильдина (Исекеева). Тарханское звание получали его сыновья: Мурат, Муса, Юсуп, Максют, Мансур, Мысыр, Сеитбаттал, Бахтыгирей, Адылгирей Алдаровы.
Шежере потомственного тархана Бурзянской волости Алдара Исекеева: Байсары тархан → Байбахты тархан → Кадырбак тархан → Исекей тархан (4 сына) → Алдар тархан (Алдарбай), Айиткужа тархан, Едигар, Давлетбай.

## Восстание 1704—1711
П. И. Рычков в книге «История Оренбургская по учреждении Оренбургской губернии» оставил такое описание событий восстания и их причин: 
бунт, называемой Алдаровской и Кузюковской, начался в 1704 году в декабре месяце под предводительством Алдара и Кузюка. Притчины ко оному поданы неразсудными поступками бывшаго на Уфе Александра Сергеева, которой с них неумеренною строгостию требовал лошадей и выдачи беглых людей, в их жилищах укрывавшихся, и, как сказывают, несколько старшин башкирских на одном у себя обеде до смерти запоил. В сие замешание не только вся Башкирь<121> поголовно, но и уездные татары, мещеряки и другие иноверцы совершенно уклонились и многия тысячи людей побили, а жилья все выжгли. К городам же к Уфе, Бирску и Мензелинску сильные приступы чинили и до самой Казани только за 30 верст не дошли, отколь они едва отбиты изрядными учреждениями казанскаго губернатора Кудрявцова, которой живущих в Казане татар, жен и детей забрав в аманаты, протчих всех выслал против оных злодеев. С сими, тако же и с другими наряженными и позволенными от него партиями, оные башкирцы внутрь Башкиря прогнаны. Для конечнаго же пресечения сего их башкирскаго злодейства в марте месяце командирован был боярин князь Хованской и при нем восемь полков воинских людей и довольное число нерегулярных, которой, дошед пригорода Алабуги, остановился, а внутрь Башкири послал два полка под командою подполковников Хохлова и Аристова, из коих Хохлова полк, не доходя Соловарнаго городка, почти весь от них, воров, разбит, а Аристов близ пригорода Бирска и под деревнею Толамасами многия ж с ними сражения имел, и тако едва оной их бунт успокоен в 1708 году пожалованным тем ворам прощением. Но и после того было от них не без продерзостей же
Летом 1706 года Алдар вместе с Хази Аккускаровым организовал посольство башкир во главе с Муратом Султаном в Крымское ханство и Османскую империю. Имеются также упоминания контактов Алдара с мятежным донским атаманом Кондратием Булавиным.
В декабре 1707 года в районе Солеваренного городка 8-тысячное войско повстанцев, под руководством Алдара и Кильмяка Нурушева, разбило Уфимский полк и Усольский стрелецкий отряд.
До мая 1708 года восставшие башкиры под предводительством Алдара Исекеева сражались против армии воеводы князя П. И. Хованского в Казанском уезде Казанской губернии.
С ноября 1708 года по 1711 годы повстанцы под руководством Алдара Исекеева действовали на территории Ногайской и Сибирской дорог. 

## Посольство в Младший жуз
В начале XVIII века казахи делились на три жуза: Младший, Средний и Старший. Перед угрозой порабощения со стороны среднеазиатских ханов, хан Младшего жуза Абулхаир принял шаги по принятию российского подданства. Со стороны России членом посольства в Младший жуз был назначен амнистированный Алдар Исекеев. Казахское посольство, возглавляемое Кутлумбетом и Сеиткулом, в июле 1730 года прибывает к Алдару и находится в его волости, покуда уфимский воевода бригадир Бутурлин не пришлет для сопровождения казахских послов уфимских дворян. В сентябре 1730 года посольство Абулхаир-хана, во главе с Сеиткулом Кайдагуловым и Кутлумбетом Коштаевым, с полномочиями о добровольном принятии российского подданства, прибыло в город Уфу. «Наше заявление к Вашему величеству состоит в том, что с подданным Вам башкирским народом, который находится за Уралом, у нас близких отношений не было. Желая быть совершенно подвластным Вашему величеству, я посылаю своего посланника вместе с Вашим подданным Алдару. Мы, Абулхаир-хан, — говорилось в привезенной грамоте, — с подвластным мне многочисленным казахским народом Среднего и Малого жузов, все преклоняемся перед Вами, … желаем Вашего покровительства и ожидаем Вашей помощи».. 9 февраля 1731 года императрица Анна Иоанновна подписала грамоту хану Абулхаиру о принятии его в российское подданство. По этому поводу П. И. Рычков писал: «По оному его ханскому прошению в 1731 году, мае месяце отправлен был к нему, хану, коллегии иностранных дел переводчик мурза Алексей Тевкелев. Посольство во главе с А. И. Тевкелевым после трехмесячного пребывания в пути 4 июля 1731 года прибыло в Уфу. Здесь ему были приданы из геодезистов Алексей Писарев да Михайла Зиновьев, для описания мест, да несколько человек из уфимских дворян и казаков, да из башкирцев лучшие люди — вышеупомянутой Алдар да Таймас-батырь и ещё некоторые с такой инструкцией, чтоб помянутого хана со всей ордой в подданстве совершенно утвердить и присягаю в верности обязать, о состоянии же сего и тамошних мест обстоятельное известие получить». В 1733 году за большие заслуги в присоединении к России казахских ханств указом императрицы Анны Иоанновны за Алдаром Исекеевым навечно закрепили тарханское звание, переходящее по наследству к потомкам. Ему вручили много подарков и среди них — именную саблю с серебряными ножнами.

## Восстание 1735—1740 гг
Новый этап колонизации Башкирского края и многочисленные прецеденты ущемления прав башкир, закреплённых договором с царём (строительство крепостей, заводов, изъятие вотчинных земель у башкир, ликвидация местного самоуправления, увеличение военных и трудовых повинностей) вызвало новое восстание башкир. Толчком к восстанию послужило выступление из Уфы отряда Оренбургской экспедиции к устью реки Орь для постройки города, будущего Орска. Для подавления восстания в Башкирию был направлен генерал-лейтенант А. И. Румянцев, который начал переговоры с восставшими… Параллельно же начальник Оренбургской экспедиции И. К. Кирилов и его помощник А. И. Тевкелев творили военные преступления. Тевкелев расправился с башкирами аула Сеянтус, Балыкчинской волости. Все 1000 жителей, в том числе женщины и дети, были жестоко убиты, а 105 человек заживо сожжены в амбаре.
Разгромив восставших, осенью 1738 года власти приступили к переписи коренного населения. Башкиры связывали с нею дальнейшее ухудшение своего положения. И в 1739 году восстание возобновилось. Что касается Алдар-батыра, то он в это время стоял в стороне от народного движения. Сохраняя лояльность императрице, одной рукой писал он верноподданнические письма начальникам, другой же — спасал бунтовщиков от опасностей и истязаний. Везде щитом ему служило его высокое имя, звание и доверие. Но так продолжалось недолго. 

## Гибель
Весной 1740 года глава Оренбургской комиссии генерал-лейтенант В. А. Урусов вызвал Алдара Исекеева в Самару, якобы, для переговоров. К генералу Алдар-батыр прибыл вместе с несколькими башкирскими старшинами, которые тоже должны были участвовать в переговорах. По прибытии в Самару, их тут же арестовали и, заковав в кандалы, отправили в Мензелинск, к начальнику Комиссии Башкирских дел генералу Л. Я. Соймонову. Их допрашивали и пытали как изменников и бунтовщиков. После жестоких пыток 16 марта 1740 года Алдару Исекееву, Кузяку Буляшеву, Каныкаю Аллаярову, Илекаю Усянову, Сеиту Алканину, Якупу Аблаеву, Искуже Карашеву, Алдакаю Мурякову и Яммету Бикаеву вынесли смертный приговор и повесили.

## Память
- Подвиг батыра воспет сэсэнами. Сохранилась песня «Алдар батыр».
- Возле д. 2-е Иткулово Баймакского района в честь Алдара установлена стелла.
- В д. Атиково Бурзянского района Башкортостана установлен памятник.
- В селе Жуково Уфимского района его именем названа улица.
- В 2017 году в г. Баймак РБ открыт памятник Алдару Исекееву.
- Писателем Нугманом Мусином был написан исторический роман про Алдара.[7]